# Elegant Stealth
Elegant Stealth è il ventunesimo album in studio del gruppo rock inglese Wishbone Ash, pubblicato nel 2011.

## Tracce
1. Reason to Believe – 4:21
2. Warm Tears – 5:02
3. Man with No Name – 4:18
4. Can't Go It Alone – 5:39
5. Give It Up – 5:07
6. Searching for Satellites – 6:02
7. Heavy Weather – 6:40
8. Mud-slick – 4:14
9. Big Issues – 7:42
10. Migrant Worker – 5:13
11. Invisible Thread – 11:34

## Formazione
- Andy Powell - chitarra, voce
- Muddy Manninen - chitarra, voce
- Bob Skeat - basso
- Joseph "Joe" Crabtree - batteria